# Abborrtjärnen (Arjeplogs socken, Lappland, 727873-161271)
Abborrtjärnen är en sjö i Arjeplogs kommun i Lappland och ingår i Skellefteälvens huvudavrinningsområde. Sjön har en area på 0,184 kvadratkilometer och ligger 420 meter över havet.

## Delavrinningsområde
Abborrtjärnen ingår i det delavrinningsområde (727908-161346) som SMHI kallar för Mynnar i Naustajaure. Medelhöjden är 450 meter över havet och ytan är 15,87 kvadratkilometer. Det finns inga avrinningsområden uppströms utan avrinningsområdet är högsta punkten. Vattendraget som avvattnar avrinningsområdet har biflödesordning 2, vilket innebär att vattnet flödar genom totalt 2 vattendrag innan det når havet efter 206 kilometer. Avrinningsområdet består mestadels av skog (50 procent) och sankmarker (46 procent). Avrinningsområdet har 0,65 kvadratkilometer vattenytor vilket ger det en sjöprocent på 4,1 procent.